# Saitō Myōchin
Saitō Myōchin est un nom japonais traditionnel ; le nom de famille (ou le nom d'école), Saitō, précède donc le prénom (ou le nom d'artiste).
Saitō Myōchin (斎藤 妙椿, 1411-1er avril 1480) est un daimyo et moine de l'époque Sengoku. Myōchin est le fils de Saitō Sōen (斎藤宗円), qui a servi comme shugodai de la province de Mino et le frère cadet de Saitō Toshinaga. Il a commencé à un jeune âge sa formation comme moine à Zene-ji (善恵寺). Sa tombe se trouve dans l'enceinte du Zuiryū-ji à Gifu, préfecture de Gifu.

## Histoire
En 1450, Saitō Myōchin sert comme shugodai du nord de la province de Mino pour le compte du clan Toki. Durant son administration, il construit le Jōzai-ji dans l'actuelle ville de Gifu. Ce temple devient plus tard le temple familial du clan Saitō. Quand Yoshinaga meurt en 1460, Myōchin quitte Jōzai-ji pour le château de Kanō proche.

## Source de la traduction
- (en) Cet article est partiellement ou en totalité issu de l’article de Wikipédia en anglais intitulé « Saitō Myōchin » (voir la liste des auteurs).